# 埃律西昂火山區
埃律西昂火山区（Elysium）横跨埃律西昂和刻布壬尼亚区，是火星上仅次于塔尔西斯的第二大火山区。该地区大致以位于24°42′N 150°00′E / 24.7°N 150°E的埃律西昂山为中心，从北到南分别坐落了赫卡特斯丘、埃律西昂山和亚拔山；而埃律西昂平原则是埃律西昂火山区南部一片以3°00′N 154°42′E / 3.0°N 154.7°E为中心的宽阔平原；另一座大型火山阿波里那山则坐落于埃律西昂平原的南边，不属于该火山区。除大型火山外，埃律西昂火山区还有数个区域分布有修长的槽沟，在火星上被称为“堑沟”（fossa）或“堑沟群”（fossae），它们包括科柏洛斯堑沟群、埃律西昂堑沟群 、加拉西斯堑沟群、赫淮斯托斯堑沟群、希布莱乌斯堑沟群（Hyblaeus Fossae）、斯堤克斯堑沟群（Stygis Fossae）和仄费罗斯堑沟群（Zephyrus Fossae）。

## 构成
该地区东南部在地质化学上与西北部不同，东南部由沉积岩和多孔岩构成，大部分地区由亚马逊-赫斯珀里亚纪火山单元组成，东南部大部分残存的火山单元在性质上属于亚马逊纪晚期。在近代地质史中，该地区有大量的地下水沉积。
由于地壳上面覆盖着一层尘埃，因此很难研究该地区的组成成分，根据相对无尘地区的调查表明，它主要由高钙辉石和橄榄石构成。在次要程度上，是由赤铁矿和水合二氧化硅等组成。此外，该地区没有强磁场。在该区的一座火山—赫卡特斯火山丘的破火山口中，存在一些近地表冰碛物。

## 形成
该火山区东南部比西北部大约年轻8.5亿年，而作为一个整体，火山活动在此至少已有39亿年了，在22亿年前达到顶峰，虽然在过去的10亿年中火山活动已大大减少，但最近的火山活动可追溯到200万年前。该地区东南部重叠着科柏洛斯堑沟群，此地的地貌被认为是由火山和与水有关的过程作用而成，如蒸汽岩浆作用（phreatomagmatism）、残余冰流以及熔岩与水之间的相互作用。一般来说，埃律西昂火山区许多流体单元（如瑞威谷和马尔提谷）都被认为起源于该地区的熔岩。
赫卡特斯火山丘约在3.5亿年前喷发，所形成火山口中的冰川沉积物则可追溯到500万至2400万年前。该地区的凹坑通常不是典型的撞击坑，相反，它们被认为是由于爆炸性火山喷发，或者是由于地下熔浆回撤而坍塌形成。

## 观察史
20世纪70年代，从水手9号任务获得的数据中，首次将埃律西昂火山区视为一个独特的火星区域；2004年，欧空局火星快车轨道飞行器高分辨率立体相机（HRSC）观测了该地区的火山；2018年，洞察号着陆器于降落在该火山区南部的埃律西昂平原，并检测到了该地区出现的火星地震（marsquakes）。

## 埃律西昂火山

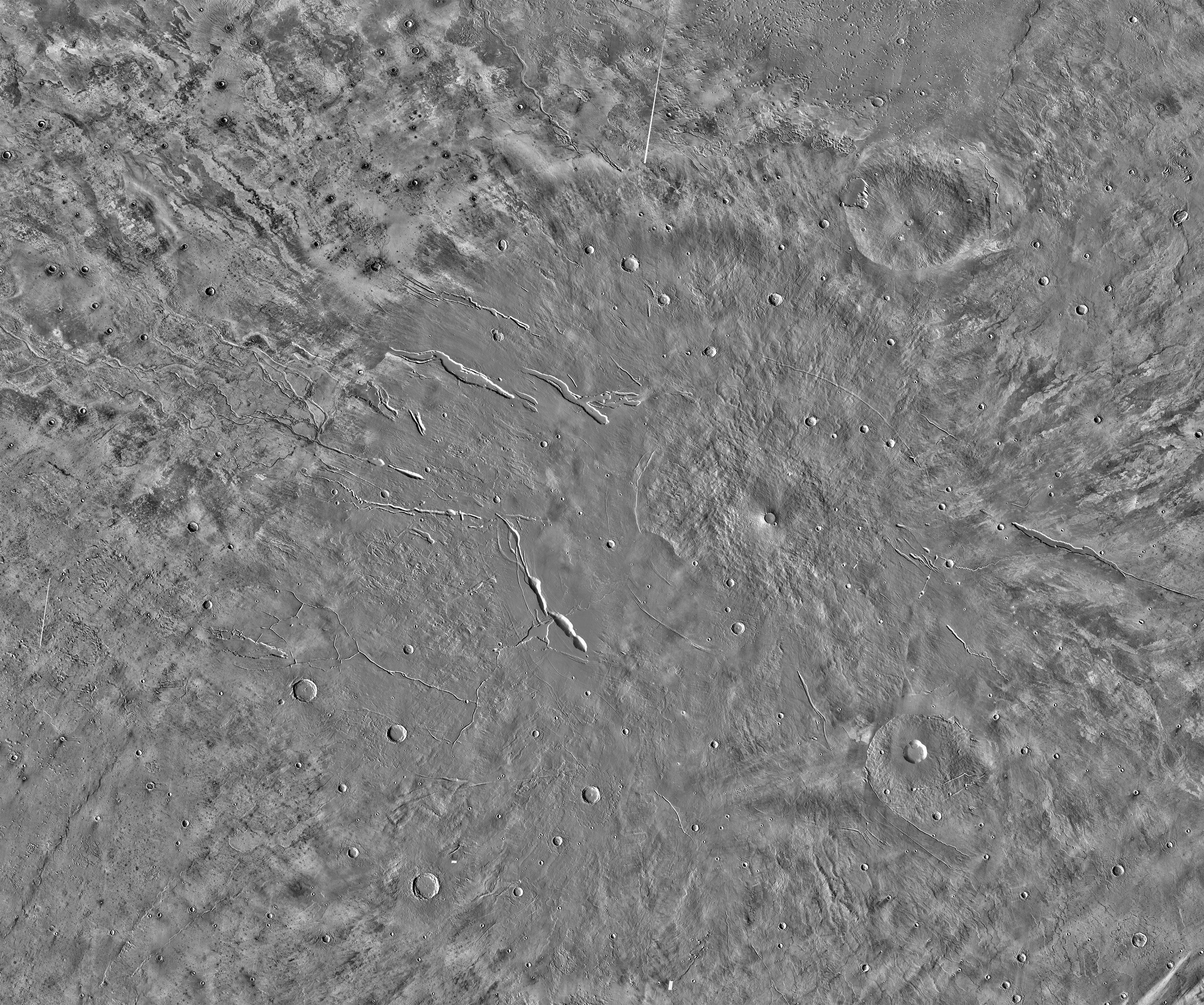
2001火星奥德赛号高分辨率热辐射成像系统拍摄的埃律西昂白昼红外拼接图像。
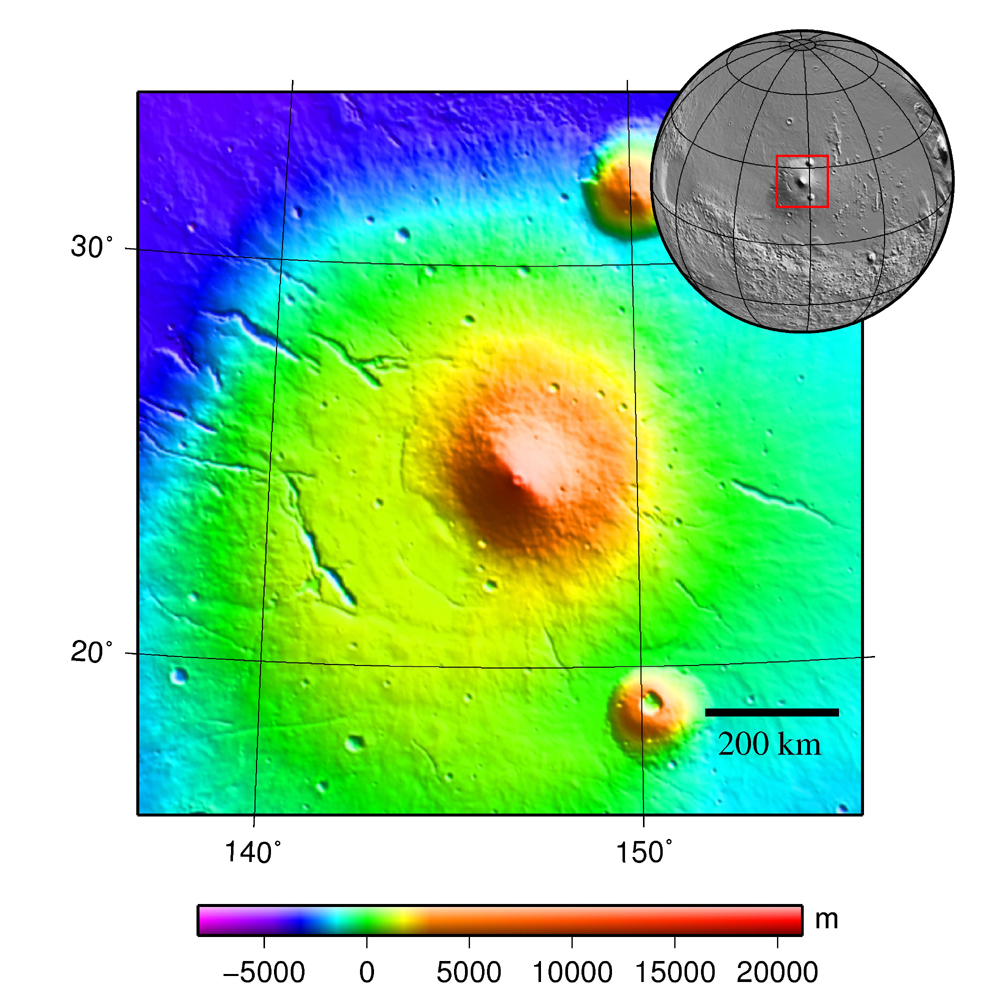
显示了埃律西昂地理背景的火星轨道器激光高度计地形图。
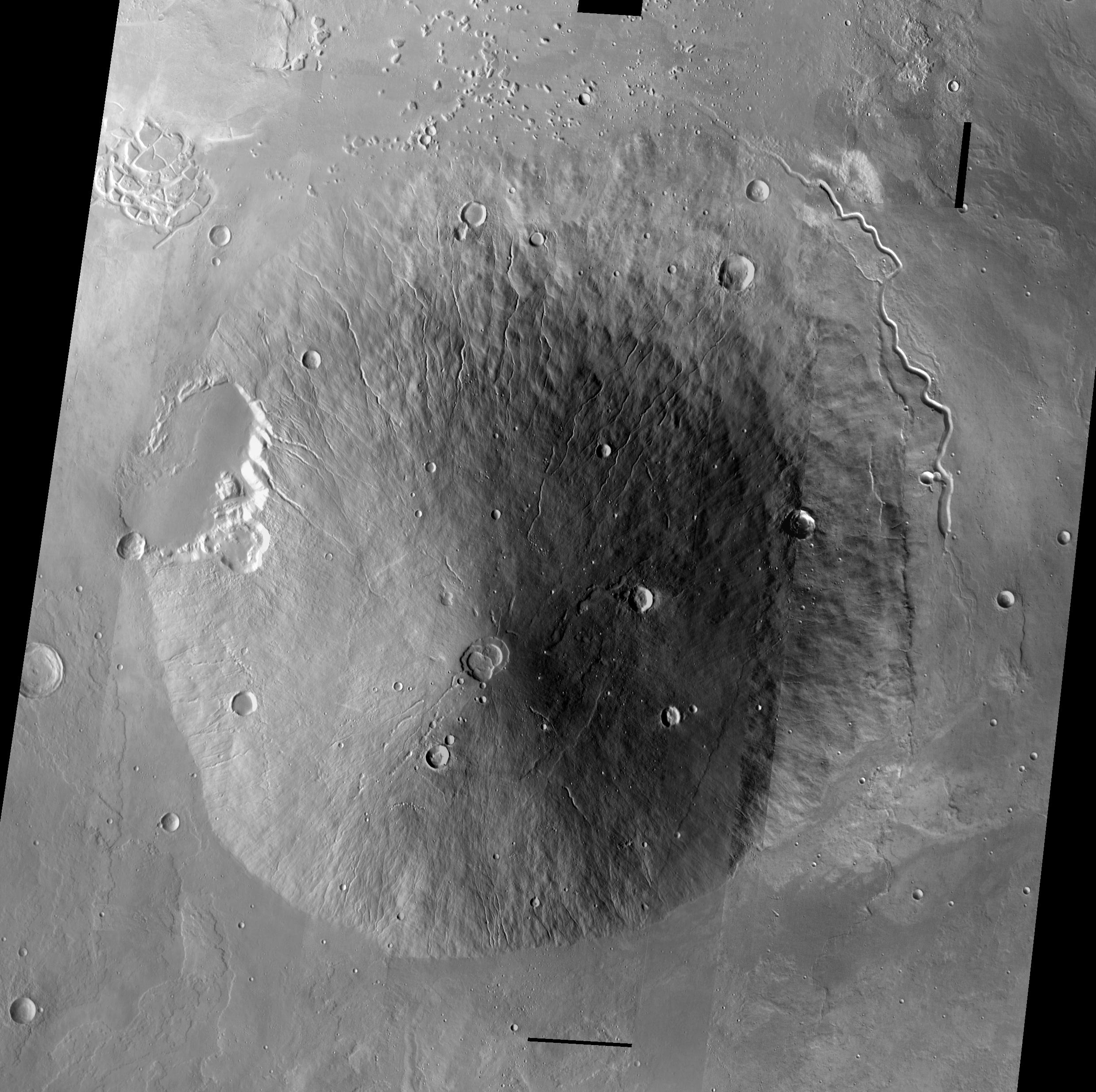
热辐射成像系统拍摄的赫卡特斯火山丘。
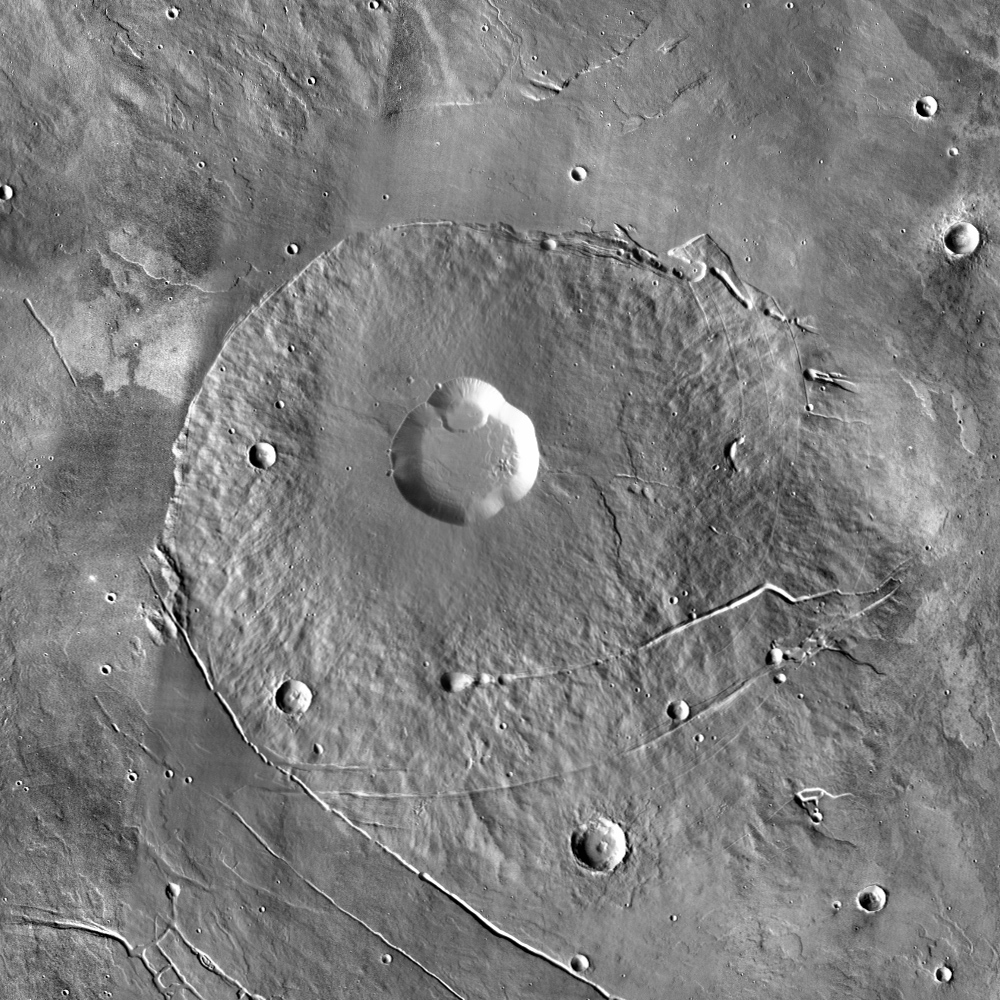
热辐射成像系统拍摄的亚拔山。

## 埃律西昂槽沟（堑沟）

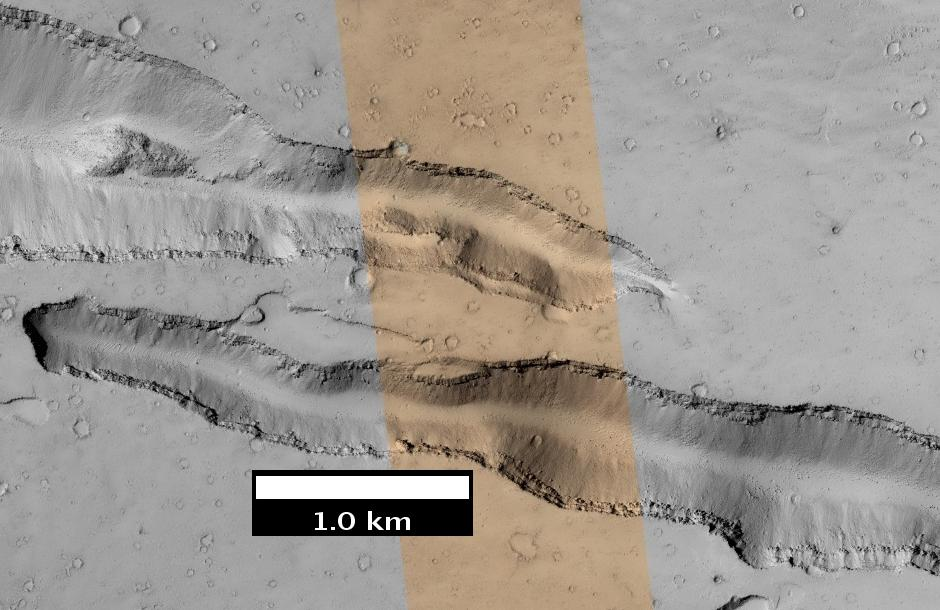
HiWish计划下高分辨率成像科学设备显示的亚拔山东面的槽沟。
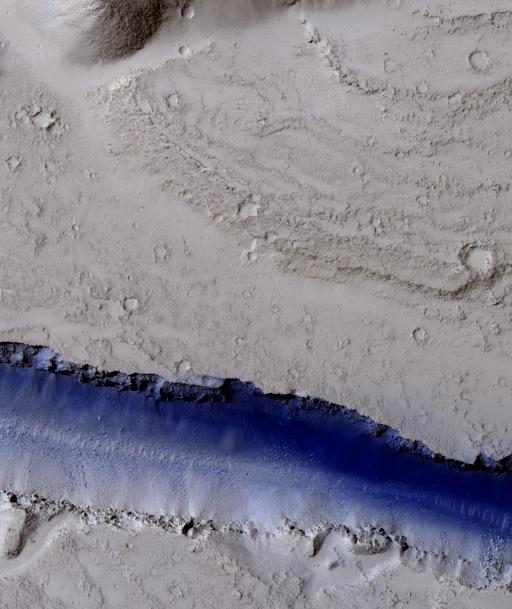
HiWish计划下高分辨率成像科学设备看到的埃律西昂火山区槽沟的一部分（蓝色表示可能是季节性霜冻）。
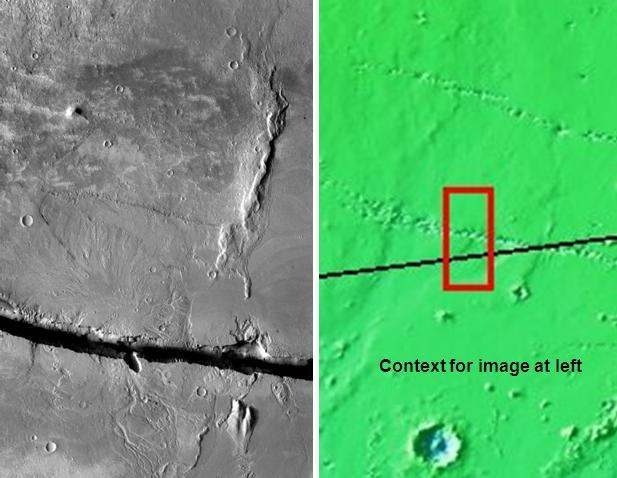
热辐射成像系统显示的科柏洛斯堑沟群中的槽沟。
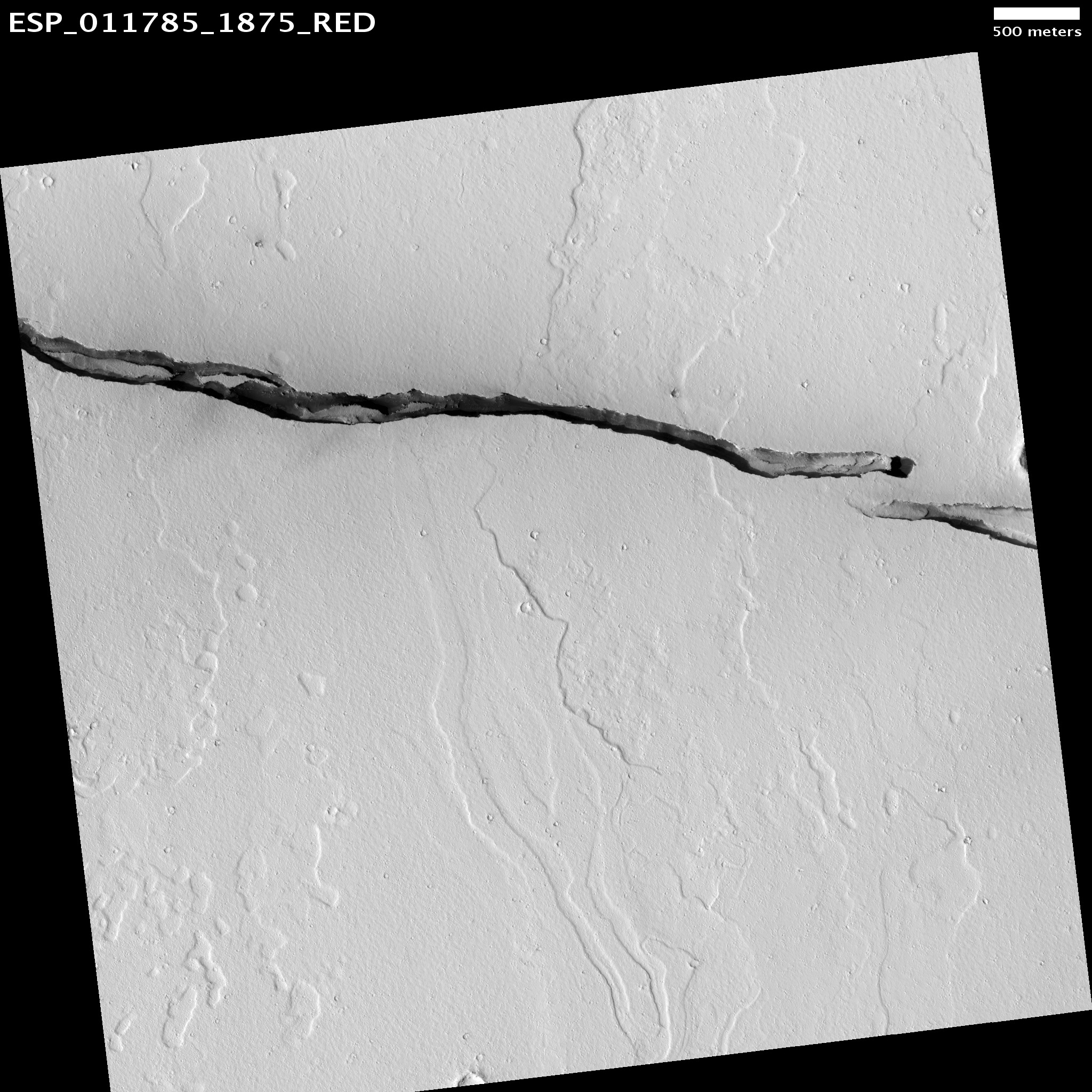
风吹物使科柏洛斯堑沟群周围的区域变暗（高分辨率成像科学设备图像的比例尺为500米）
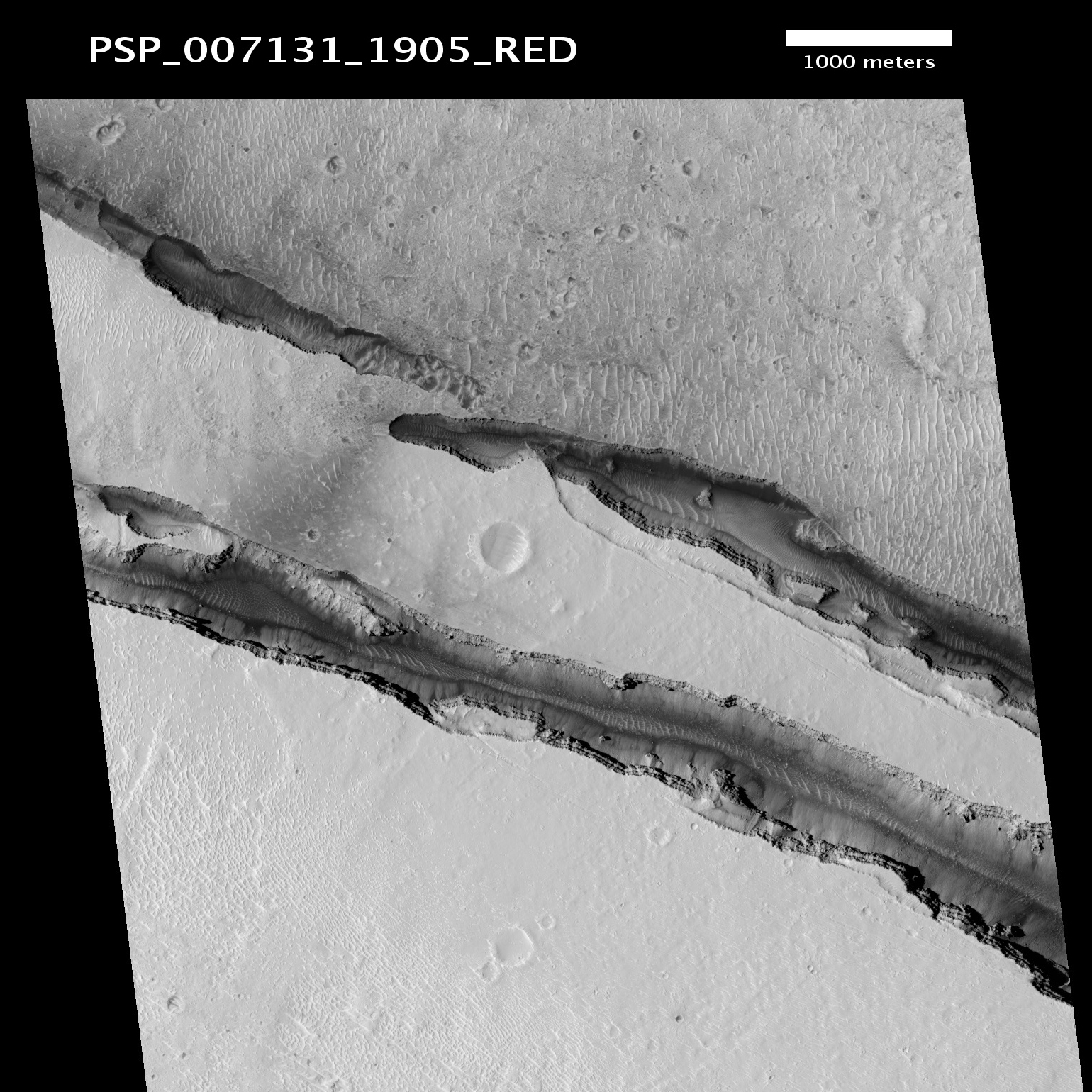
高分辨率成像科学设备显示的科柏洛斯堑沟群（比例尺为1公里）。
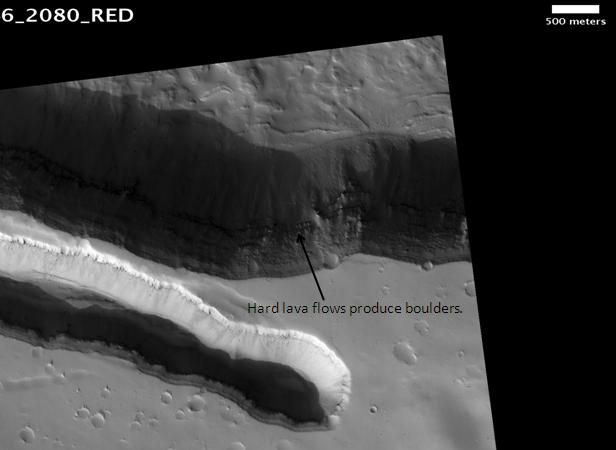
高分辨率成像科学设备显示的埃律西昂堑沟群（点击图片可查看岩层）

## 另请查看
- 火星地理
- 火星地质
- 火星区域列表
- 火星的火山活动
- 堑沟

## 备注
1. ↑   Officially, "Elysium" is an albedo feature.[1]

## 参引文献
1. 1 2  . Gazetteer of Planetary Nomenclature. USGS Astrogeology Science Center.   [2018-05-07]. （原始内容存档于2020-05-11）.
2. 1 2  https://jpl.nasa.gov. . NASA Jet Propulsion Laboratory (JPL).   [2021-02-26]. （原始内容存档于2021-08-21） （英语）.
3. ↑  . Gazetteer of Planetary Nomenclature. USGS Astrogeology Science Center.   [2018-05-07]. （原始内容存档于2021-03-29）.
4. 1 2 3 4  Susko, David; Karunatillake, Suniti; Kodikara, Gayantha; Skok, J. R.; Wray, James; Heldmann, Jennifer; Cousin, Agnes; Judice, Taylor. . Scientific Reports. 2017-02-24, 7 (1): 43177. Bibcode:2017NatSR...743177S. ISSN 2045-2322. PMC 5324095 . PMID 28233797. doi:10.1038/srep43177  （英语）.
5. 1 2  Morgan, Gareth A.; Campbell, Bruce A.; Carter, Lynn M.; Plaut, Jeffrey J. . Geophysical Research Letters. 2015, 42 (18): 7336–7342. Bibcode:2015GeoRL..42.7336M. ISSN 1944-8007. doi:10.1002/2015GL065017  （英语）.
6. ↑  Burr, Devon M.; Grier, Jennifer A.; McEwen, Alfred S.; Keszthelyi, Laszlo P. . Icarus. 2002-09-01, 159 (1): 53–73. Bibcode:2002Icar..159...53B. ISSN 0019-1035. doi:10.1006/icar.2002.6921 （英语）.
7. 1 2  Viviano, Christina E.; Murchie, Scott L.; Daubar, Ingrid J.; Morgan, M. Frank; Seelos, Frank P.; Plescia, Jeffrey B. . Icarus. 2019-08-01, 328: 274–286. Bibcode:2019Icar..328..274V. ISSN 0019-1035. doi:10.1016/j.icarus.2019.03.001 （英语）.
8. 1 2  Pan, Lu; Quantin-Nataf, Cathy; Tauzin, Benoit; Michaut, Chloé; Golombek, Matt; Lognonné, Phillipe; Grindrod, Peter; Langlais, Benoit; Gudkova, Tamara; Stepanova, Inna; Rodriguez, Sébastien; Lucas, Antoine. . Icarus. 2020-03-01, 338: 113511  [2021-08-21]. Bibcode:2020Icar..33813511P. ISSN 0019-1035. doi:10.1016/j.icarus.2019.113511 . （原始内容存档于2021-08-21） （英语）.
9. 1 2 3  Hauber, Ernst; van Gasselt, Stephan; Ivanov, Boris; Werner, Stephanie; Head, James W.; Neukum, Gerhard; Jaumann, Ralf; Greeley, Ronald; Mitchell, Karl L.; Muller, Peter. . Nature. March 2005, 434 (7031): 356–361  [2021-08-21]. Bibcode:2005Natur.434..356H. ISSN 1476-4687. PMID 15772654. S2CID 4427179. doi:10.1038/nature03423. （原始内容存档于2020-08-07） （英语）.
10. ↑  Platz, Thomas; Michael, Gregory. . Earth and Planetary Science Letters. 2011-12-01, 312 (1): 140–151. Bibcode:2011E&PSL.312..140P. ISSN 0012-821X. doi:10.1016/j.epsl.2011.10.001 （英语）.
11. ↑  Voigt, Joana R. C.; Hamilton, Christopher W. . Icarus. 2018-07-15, 309: 389–410. Bibcode:2018Icar..309..389V. ISSN 0019-1035. doi:10.1016/j.icarus.2018.03.009 （英语）.
12. ↑  Williams, David A.; Greeley, Ronald; Manfredi, Leon; Raitala, Jouko; Neukum, Gerhard. . Earth and Planetary Science Letters. Mars Express after 6 Years in Orbit: Mars Geology from Three-Dimensional Mapping by the High Resolution Stereo Camera (HRSC) Experiment. 2010-06-01, 294 (3): 492–505. Bibcode:2010E&PSL.294..492W. ISSN 0012-821X. doi:10.1016/j.epsl.2009.10.007 （英语）.
13. ↑  McCauley, J. F.; Carr, M. H.; Cutts, J. A.; Hartmann, W. K.; Masursky, Harold; Milton, D. J.; Sharp, R. P.; Wilhelms, D. E. . Icarus. 1972-10-01, 17 (2): 289–327. ISSN 0019-1035. doi:10.1016/0019-1035(72)90003-6 （英语）.
14. ↑  . www.planet.geo.fu-berlin.de.   [2021-02-26]. （原始内容存档于2021-08-21）.
15. ↑  Horvath, David G.; Moitra, Pranabendu; Hamilton, Christopher W.; Craddock, Robert A.; Andrews-Hanna, Jeffrey C. . 2020-11-11. arXiv:2011.05956  [astro-ph.EP].
16. ↑  Lognonné, P.; Banerdt, W. B.; Giardini, D.; Pike, W. T.; Christensen, U.; Laudet, P.; de Raucourt, S.; Zweifel, P.; Calcutt, S.; Bierwirth, M.; Hurst, K. J. . Space Science Reviews. 2019-01-28, 215 (1): 12. Bibcode:2019SSRv..215...12L. ISSN 1572-9672. PMC 6394762 . PMID 30880848. doi:10.1007/s11214-018-0574-6 （英语）.